# Pundamilia
Pundamilia é um género de peixe da família Cichlidae.

## Espécies
Este género contém as seguintes espécies:
- Pundamilia igneopinnis
- Pundamilia macrocephala
- Pundamilia nyerere
- Pundamilia pundamilia